# ブルクシュテッテン
ブルクシュテッテン (ドイツ語: Burgstetten) はドイツ連邦共和国バーデン＝ヴュルテンベルク州レムス＝ムル郡に属す町村（以下、本項では便宜上「町」と記述する）である。この町は、シュトゥットガルト地方（1992年まではネッカー中流域）およびシュトゥットガルト大都市圏辺縁部に属す。町の行政機関はブルクシュタルにある。

## 地理

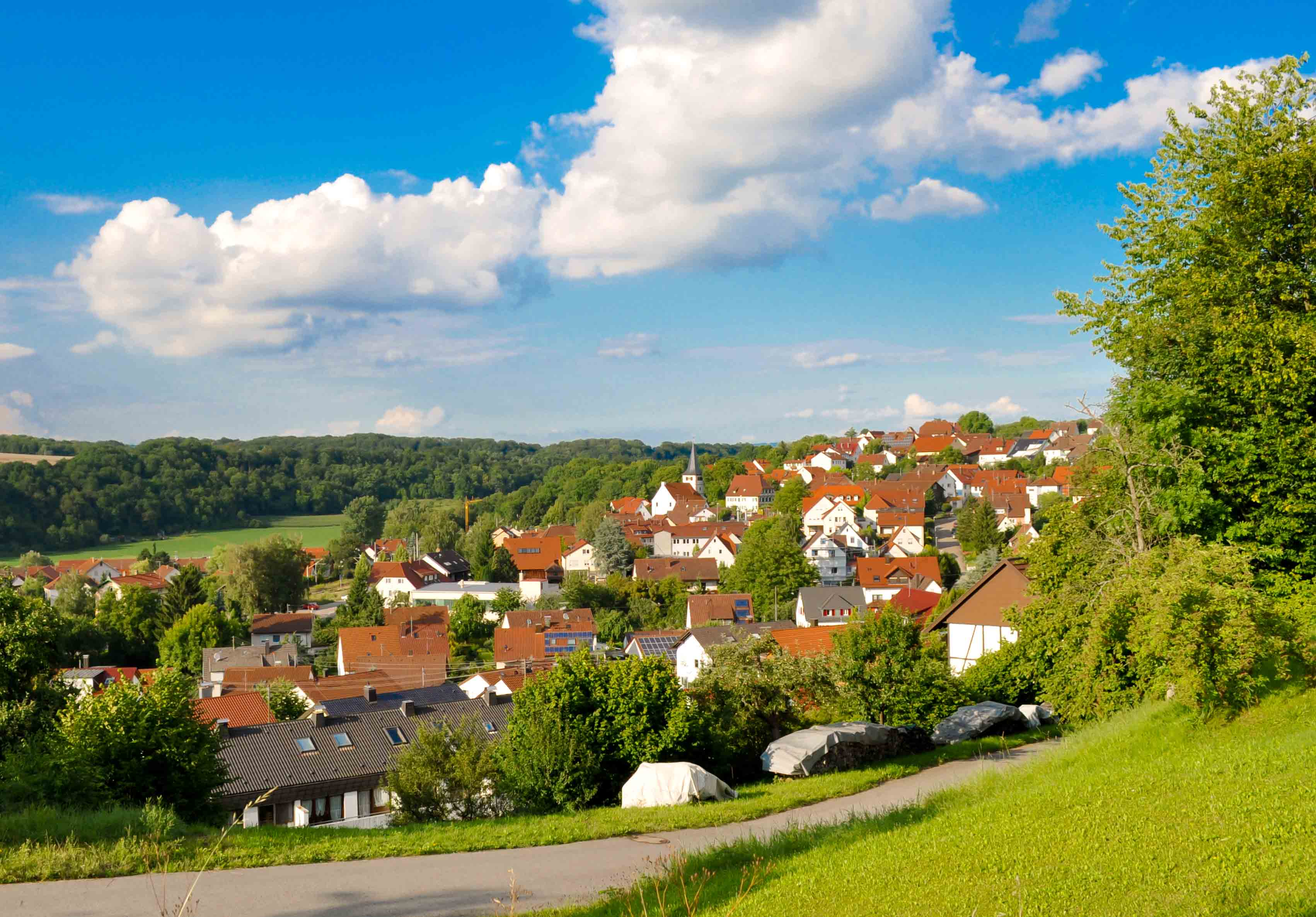
ブルクシュテッテン地区

### 位置
ブルクシュテッテンは、ムルタール（ムル川の谷）の高度 212 m から 321 m に位置している。

### 自治体の構成
ブルクシュテッテンは、ブルクシュタル地区とエルプシュテッテン地区およびこれらに付随する小集落や農場からなる。

### 土地利用
| 土地用途別面積 | 面積 (km2) | 占有率 |
| -------------- | ---------- | ------ |
| 住宅地         | 0.51       | 5.0 %  |
| 産業用地       | 0.17       | 1.6 %  |
| レジャー用地   | 0.06       | 0.6 %  |
| 交通用地       | 0.85       | 8.3 %  |
| 農業用地       | 7.04       | 68.4 % |
| 森林           | 1.23       | 12.0 % |
| 水域           | 0.10       | 1.0 %  |
| その他の用地   | 0.33       | 3.2 %  |
| 合計           | 10.29      |        |

出典: Statistisches Landesamt Baden-Württemberg

## 歴史

### 町村合併
ブルクシュテッテンは、1971年8月1日にバーデン＝ヴュルテンベルク州の地域再編に伴い、それまで独立した町村であったブルクシュタル・アン・デア・ムルとエルプシュテッテンが合併して成立した。キルシェンハルトホーフ集落は、早くも1882年からエルプシュテッテンに属していた。ブルクシュタルは1964年12月7日から名前に「アン・デア・ムル」をつけた。

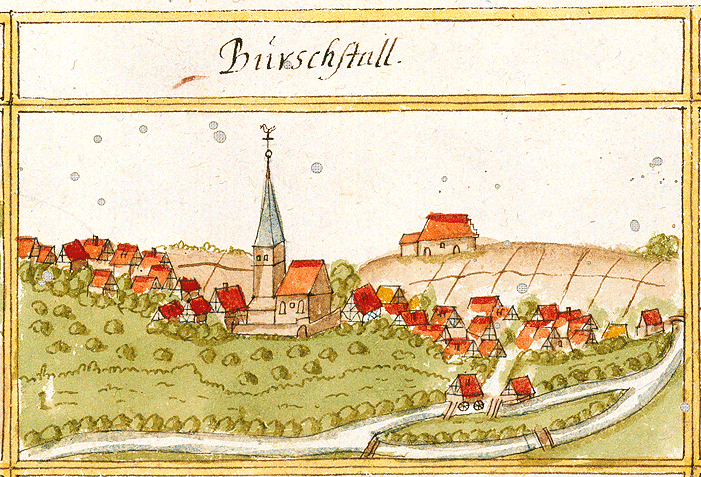
アンドレアス・キーザーの1685年の森林登録簿に描かれたブルクシュタル

### ブルクシュタル・アン・デア・ムル
ブルクシュタルは1301年に初めて文献に記録されている。この名前はおそらくローマ時代の防衛施設または中世の城砦に由来する。この村は元々はヴュルテンベルクとバックナング修道院の間で分割されていた。1453年に領土交換によって全域がヴュルテンベルク領となり、アムト・マールバッハに編入された。

### エルプシュテッテン
エルプシュテッテンは、794年にロルシュ修道院に寄進された際に Stetin という名称でロルシュ文書に記載されている。13世紀にエッシンガー・シュピタールとバックナング修道院が所領と権利を有していたが、1453年にヴュルテンベルクがこれを獲得した。エルプシュテッテンは1938年までオーバーアムト・マールバッハに、その後はバックナング郡に属した。

## 住民

### 人口推移
以下の表は、それぞれの時点の町域の人口を示している。数値は、人口調査結果 (1) あるいはバーデン＝ヴュルテンベルク州の統計担当部局の公的な研究値に基づいている。
| 年              | 人口（人） |
| --------------- | ---------- |
| 1871年12月1日 1 | 1,147      |
| 1880年12月1日 1 | 1,247      |
| 1890年12月1日 1 | 1,282      |
| 1900年12月1日 1 | 1,244      |
| 1910年12月1日 1 | 1,243      |
| 1925年6月16日 1 | 1,248      |
| 1933年6月16日 1 | 1,327      |
| 1939年5月17日 1 | 1,388      |
| 1950年9月13日 1 | 1,880      |
| 1961年6月6日 1  | 2,262      |

| 年              | 人口（人） |
| --------------- | ---------- |
| 1970年5月27日 1 | 2,656      |
| 1980年12月31日  | 2,959      |
| 1987年5月25日 1 | 2,939      |
| 1990年12月31日  | 2,989      |
| 1995年12月31日  | 3,234      |
| 2000年12月31日  | 3,358      |
| 2005年12月31日  | 3,406      |
| 2010年12月31日  | 3,390      |
| 2015年12月31日  | 3,635      |

## 行政

### 議会
ブルクシュテッテンの町議会は、選挙で選出された12人の名誉職の議員と、議長を務める町長で構成されている。町長は、町議会において投票権を有している。

### 首長
- 1960年 - 1979年: エーリヒ・シュナイダー
- 1979年 - 1995年: ハンス＝ウルリヒ・シュテプラー
- 1995年以降: イルムトラウト・ヴィーダーザッツ

## 経済と社会資本

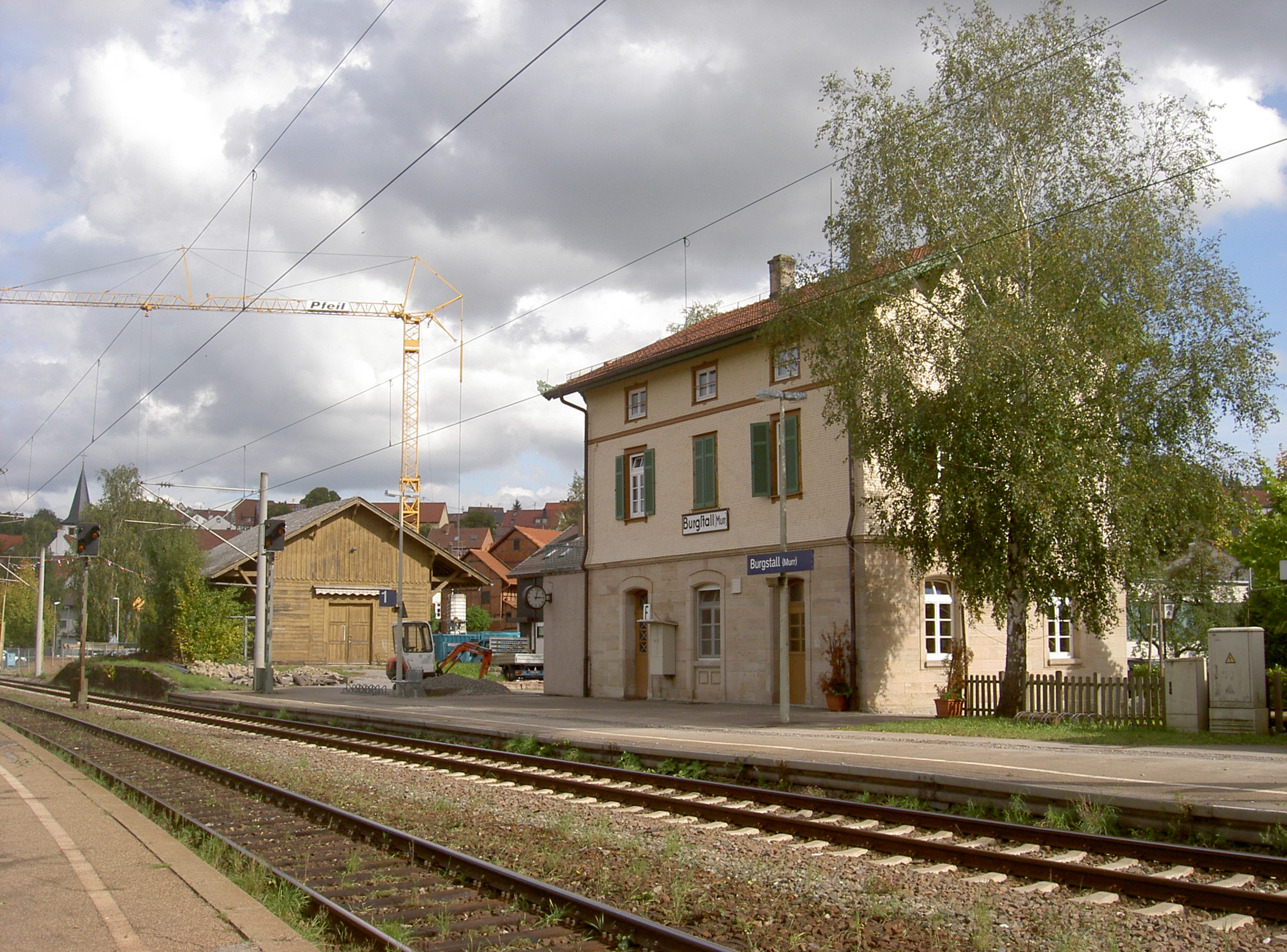
ブルクシュタル (ムル) 駅

### 交通
ブルクシュテッテンは、シュトゥットガルト交通・運賃連盟に属している。ブルクシュタット (ムル) 駅は、クライネ・ムル鉄道のマールバッハ・アム・ネッカー - バックナング間に位置している。2012年12月8日に S4号線のマールバッハからバックナングまでの延伸区間が開通したことで、この町はシュトゥットガルトSバーン網に接続した。
シュトゥットガルト・地方バス GmbH の388号、454号、455号のバスがバックナングとを結んでいる。
最寄りの連邦道は B14号線で、ブルクシュテッテンから約 5 km 東を通っている。最寄りのアウトバーンのインターチェンジは、約 15 km 西にある連邦アウトバーン A81号線のプライデルスハイム・インターチェンジである。